# عمیشیه بزرگ
عمیشیه بزرگ، روستایی در دهستان موران بخش سویسه شهرستان کارون در استان خوزستان ایران است.

## جمعیت
بر پایه سرشماری عمومی نفوس و مسکن در سال ۱۳۹۵، جمعیت این روستا ۱٬۰۴۹ نفر (۲۵۱ خانوار) بوده است.